# Rio Bragadiru
O Rio Bragadiru é um rio da Romênia afluente do Rio Ghimbav, localizado no distrito de Argeş.